# كمائن المساعدات في غزة
تُعرف "كمائن المساعدات" أو "كمائن الطحين" بأنها حوادث أمنية مميتة تقع عند نقاط توزيع المساعدات الإنسانية، حيث يتعرض المدنيون اليائسون الساعون للحصول على الطعام لإطلاق نار مما يحول هذه النقاط التي يفترض أن تكون آمنة إلى "كمائن موت". وقد قتلت قوات الاحتلال أكثر من 100 شخص أثناء سعيهم للحصول على المساعدات. 
في الرابع من يوليو 2025 قال المسؤول السابق للسياسة الخارجية والأمن للاتحاد الأوروبي جوزيب بوريل إن "مرتزقة أميركيين" قتلوا خلال شهر واحد 550 فلسطينيا يعانون من الجوع بينما كانوا يحاولون الحصول على الغذاء عند نقاط التوزيع التي حددتها "مؤسسة غزة الإنسانية" المدعومة من الولايات المتحدة وإسرائيل. 
قال مكتب الأمم المتحدة لحقوق الإنسان في الأراضي الفلسطينية المحتلة، إن القوات الإسرائيلية قتلت 105 فلسطينيين وأصابت ما لا يقل عن 680 آخرين، خلال يومي 30 و31 يوليو 2025، على امتداد طرق قوافل المساعدات في منطقة زيكيم شمال غزة، ومنطقة موراغ جنوب خان يونس. 

## الخلفية
تُشير التقارير إلى أن مراكز توزيع المساعدات الإنسانية في قطاع غزة تحولت إلى "كمائن للموت"، حيث تتعرض هذه المواقع للاستهداف من قبل جيش الاحتلال الإسرائيلي، ما يؤدي إلى سقوط عدد كبير من الضحايا المدنيين. وقد ارتفعت حصيلة الضحايا الذين استهدفتهم إسرائيل منذ بدء توزيع المساعدات عبر المراكز الأميركية منذ 27 مايو وحتى 3 يونيو إلى 102 قتيل و490 مصابا. 

## ردود فعل
وصف أمجد الشوا، رئيس شبكة المنظمات الأهلية في قطاع غزة، الآلية الأمريكية بأنها "جريمة حرب" تُستخدم كأداة عسكرية لدفع الفلسطينيين إلى التهجير القسري، وأضاف أن هذه الآلية تحوّلت إلى "كمائن موت"، إذ تُنفذ عمليات التوزيع في مناطق عسكرية مكشوفة، وبدون وجود نقاط طبية أو خدمات إنسانية. 
أفادت منظمات تابعة للأمم المتحدة بأن غزة أصبحت "جحيمًا حقيقيًا"، وأن الجوع يهدد حياة 71 ألف طفل. وقد كررت هذه المنظمات نداءاتها لوقف إطلاق النار وإنهاء الحصار الإسرائيلي، محذرة من "مرحلة مميتة" تهدد أطفال القطاع جراء التجويع. ووفقًا للمتحدث باسم منظمة الأمم المتحدة للطفولة (يونيسيف)، فإن الوضع في غزة يزداد سوءًا كل ساعة، وأن الأطفال يدخلون "مرحلة غذائية مميتة". كما حذر برنامج الأغذية العالمي من أن 71 ألف طفل في غزة قد يعانون قريبًا من سوء تغذية يهدد حياتهم. وأكدت وكالة الأمم المتحدة لغوث وتشغيل اللاجئين الفلسطينيين (أونروا) أن آلية "مؤسسة غزة الإنسانية" لا تصلح لإيصال المساعدات، وأن وقائع القتل تكررت بحق من يذهبون لتسلم تلك المساعدات. وقد استشهد 110 فلسطينيين وأصيب 583 وفُقد 9 أشخاص خلال محاولتهم الحصول على الغذاء من مراكز المساعدات التابعة لتلك الآلية منذ بدء تشغيلها في 27 مايو الماضي. 
صرحت المقررة الخاصة للأمم المتحدة المعنية بحالة المدافعين عن حقوق الإنسان، ماري لولور، بأن ما يسمى مؤسسة غزة الإنسانية تستخدم المساعدات كسلاح حرب لتهجير الناس وإذلالهم. وأوضحت أن الحق في تلقي المساعدات لا ينبغي أن يُنتزع من أي شخص، وأن ما يحدث في قطاع غزة هو تجويع قسري للمدنيين. وأضافت أن هذه المؤسسة تستخدم المساعدات لإجبار الناس على التجمع في ما وصفته بـ"حظائر الماشية"، وهو أمر غير إنساني تمامًا. كما أشارت إلى أن مساعدات قليلة جدًا دخلت غزة منذ الثاني من مارس الماضي، وأن ما يحدث هو تجويع قسري للأطفال والنساء والمدنيين، ومحاولة من مؤسسة غزة الإنسانية بدعم من إسرائيل والولايات المتحدة للسيطرة على كل شيء. 